# La Bâtie-Montsaléon
La Bâtie-Montsaléon är en kommun i departementet Hautes-Alpes i regionen Provence-Alpes-Côte d'Azur i sydöstra Frankrike. Kommunen ligger  i kantonen Serres som ligger i arrondissementet Gap. År 2022 hade La Bâtie-Montsaléon 288 invånare.

## Befolkningsutveckling
Antalet invånare i kommunen La Bâtie-Montsaléon
Referens:INSEE